# Schleiden
 For alternative betydninger, se Schleiden (flertydig). (Se også artikler, som begynder med Schleiden)
Schleiden er en by i Kreis Euskirchen, i delstaten Nordrhein-Westfalen. Byen havde 12 892 indbyggere mod slutningen af 2012.